# Wniebowzięci
Wniebowzięci – polski film komediowy z 1973 w reżyserii Andrzeja Kondratiuka.

## Fabuła
Dwaj prości mężczyźni wygrywają niespodziewanie dużą sumę pieniędzy w toto-lotka i dzięki niej odbywają pierwszą w życiu podróż samolotem, czując się przez jakiś czas innymi ludźmi.

## Obsada
- Zdzisław Maklakiewicz – Arkaszka Kozłowski
- Jan Himilsbach – Lutek Narożniak
- Janusz Kłosiński – Stefan, kolega Lutka z wojska (nie występuje w czołówce)
- Ryszard Narożniak – dorożkarz hrabia Struś
- Ewa Pielach – Ewa
- Regina Regulska – Regina